# Gosho-ha Hyōhō Niten Ichi-ryū

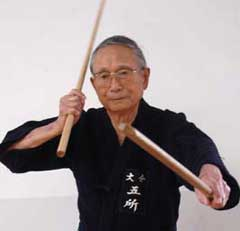
Shihan Gosho Motoharu

El Gosho-ha Hyoho Niten Ichi ryu era una de las vertientes del Niten Ichi Ryu, estilo de Kenjutsu creado por Miyamoto Musashi bajo la supervisión del Shihan Gosho Motoharu. Desde mayo de 2007 fue reintegrada a la linaje principal (Seito), bajo Yoshimoti Kiyoshi, 12° sucesor de Hyoho Niten Ichi Ryu  y 10° sucesor de Gosho Ha Hyoho Niten Ichi Ryu.

## Sobre el estilo

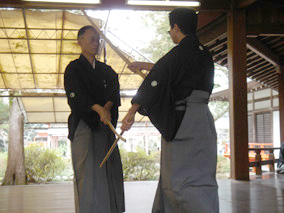
Demostración del Gosho Ha Hyoho Niten Ichi Ryu en la conmemoración del año nuevo en el templo de Usa, en Oita, Japón, enero de 2007

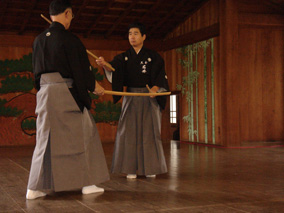

Después de ser creado por Miyamoto Musashi, la vertiente "Santô-ha" del estilo, mantuvo inalteradas las técnicas creadas por el fundador, hasta el sôke (gran maestro) de la 8.ª generación, Aoki Kikuo.
En 1961 Aoki Soke nombró uno de sus discípulos más próximos, Gosho Motoharu, como shihan (maestro responsable por la transmisión técnica del estilo) y Soke Daiken (sucesor adjunto) de la 9.ª generación, al lado de otro discípulo próximo, Kiyonaga Tadanao (9° Soke), con la misión de garantizar que las técnicas del estilo fuesen enseñadas a las generaciones futuras.
El Soke Aoki Kikuo falleció en 1967. En los años siguientes los dos maestros continuaron representando el estilo en Japón.
En 1976 el Soke Kiyonaga Tadanao falleció súbitamente, sin dejar sucesores designados. Como sucesor adjunto, el Shihan Gosho Motoharu permaneció representando el estilo en este periodo. Después de meses sin un soke, la familia Kiyonaga solicitó al shihan Gosho Motoharu que entrenara a Imai Massayuke, un profesor de Kendo, que un año antes había mantenido contacto, interesado en aprender sobre el Bojutsu del Niten Ichi Ryu, para que pasara a ser el 10.º soke, al paso que el hijo del 9.º soke, Kiyonaga Fumiya sería el 11.º soke.
En los años siguientes, el Shihan Gosho Motoharu enseñó el contenido completo del curriculum del estilo a Imai Massayuke y Kiyonaga Fumiya. Durante los próximos 10 años juntos representaran el estilo en Japón y en el exterior, en países como Francia (1983), China (1986) y Australia (1988).
En el final de la década de 1980, el 10° Soke y el Shihan alejaran sus caminos. En esta época, Gosho Motoharu recibió la graduación Hachidan de Iaido por ZNIR, y también era el responsable técnico por Sekiguchi Ryu. Imai Massayuke no recibió el título de Menkyo Kaiden en Hyoho Niten Ichi Ryu de Gosho Motoharu, de esta forma interrumpiendo la línea de transmisión de Menkyo Kaiden que venía desde el fundador, Miyamoto Musashi.
En esa época, Imai Massyuke realizó profundos cambios en los katas, modificando el tempo, las posiciones y las técnicas. El Niten Ichi Ryu que comenzó a enseñar era diferente del enseñado hasta entonces. Durante los 15 años siguientes, el Shihan Gosho Motoharu continuó enseñando la forma del estilo original tal como fue pasada por Aoki Soke, sin los cambios realizados por la 10.ª generación. 
Imai Massayuke también decidió poner el Jisso Enman no Bokuto, el Bokuto hecho por Musashi Sensei y símbolo de la sucesión del estilo, en el templo xintoísta de la ciudad de Usa.
En 1999 el maestro Gosho certificó a Yoshimochi Kyoshi con el Menkyo Kaiden, certificado de conocimiento total de las enseñanzas del estilo.
En noviembre de 2003, Imai Massayuke proclamó que no existiría más el título de soke a partir de la 11.ª generación, nombrando tres representantes de la 11.ª generación, los cuales pasarían a ser denominados dai-juichi. Son los maestros Kiyonaga Fumiya (hijo del 9.º soke), Chin de Taiwán (un antiguo discípulo de Aoki Soke), y Iwami Toshio. Meses después, a causa de su avanzada edad Imai Massayuke se retiró de la convivencia social falleciendo en el año 2006.
En 2004, el maestro Kiyonaga Fumiya, el más representativo de los 3 sucesores, falleció. Los demás maestros y alumnos del estilo solicitaron entonces al Shihan Gosho Motoharu que retomase el estilo tal como fue hecho años antes, retomando la práctica del estilo con las técnicas originales, sin las modificaciones introducidas por el 10° Soke. Se estableció el Gosho Ha Niten Ichi Ryu, el linaje familiar de Gosho Sensei. 
De 2005 a 2007, el estilo permaneció vivo en Oita. En 2007, la Federación de Kendo de Oita solicitó formalmente a Gosho Sensei y la familia Kiyonaga que restableciesen la línea Seito (principal) del estilo en Oita. La familia Kiyonaga declaró a Yoshimochi Kiyoshi, hijo de Gosho Sensei y su sucesor en el Gosho Ha Hyoho Niten Ichi Ryu, como Junidai (12° sucesor) del Seito Hyoho Niten Ichi Ryu, siguiendo el linaje de Kiyonaga Fumiya.
De esta forma las dos líneas de estilos (Gosho Ha y Seito) fueron reunificadas sobre el liderazgo de Yoshimochi Kyoshi sensei, 12° sucesor.

## Locales de práctica

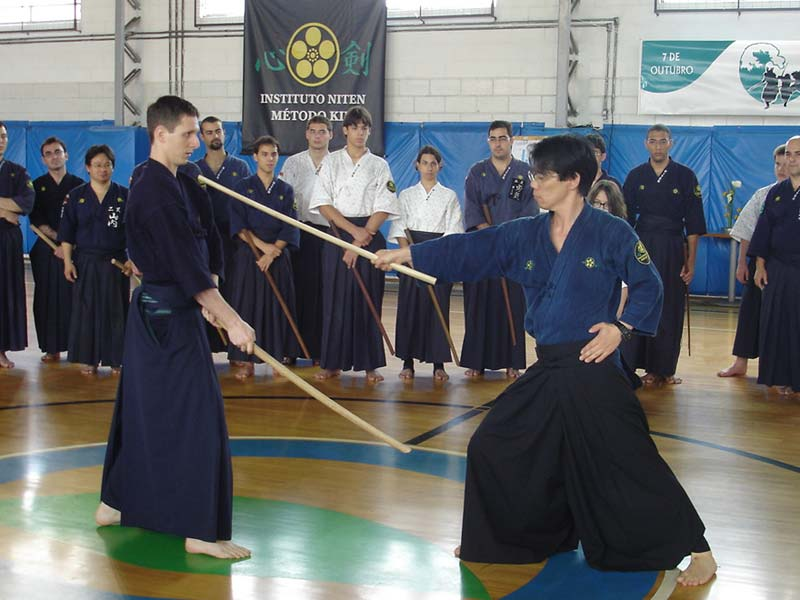
Seminario de Niten Ichi Ryu en Brasil (Octubre de 2006

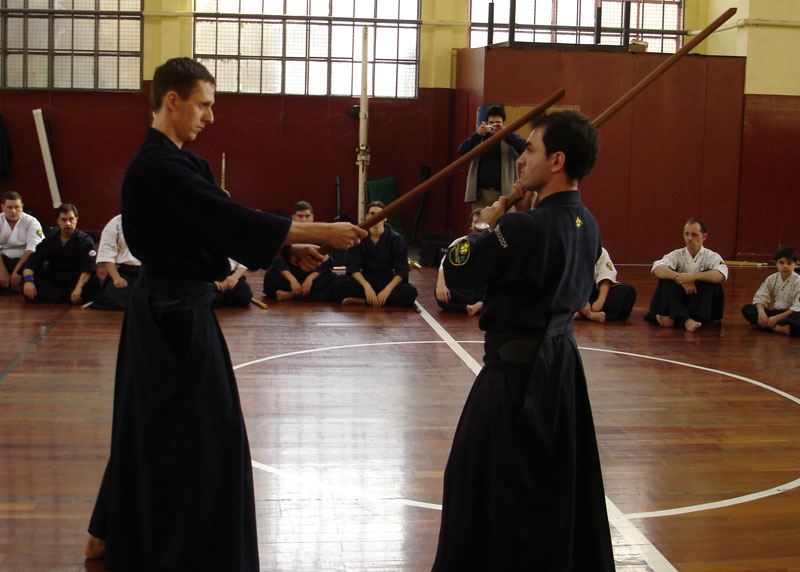
Seminario de Niten Ichi Ryu en Argentina (Julio de 2006

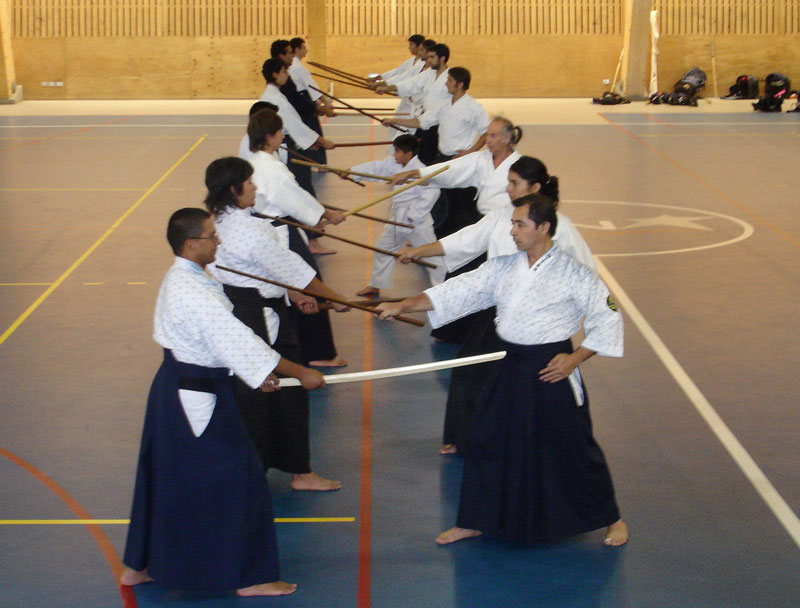
Seminario de Niten Ichi Ryu en Chile (Febrero de 2007

En Japón, el estilo se practicaba predominantemente en Kyushu, especialmente en Usa, Oita, donde vive el Shihan Gosho Motoharu.

## Linaje
1. Shinmen Miyamoto Musashi-No-Kami Fujiwara no Genshin 新免宮本武蔵守藤原玄信
2. Terao Motome-no-suke Nobuyuki 寺尾求馬助信行
3. Terao Goemon Katsuyuki 寺尾郷右衛門勝行
4. Yoshida Josetsu Masahiro 吉田如雪正広
5. Santo Hikozaemon Kyohide 山東彦左衛門清秀
6. Santo Hanbe Kiyoaki 山東半兵衛清明
7. Santo Shinjuro Kiyotake 山東新十郎清武
8. Aoki Kikuo Hisakatsu 青木規矩男久勝
9. Gosho Motoharu
10. Yoshimochi Kyoshi

## Currículo del estilo

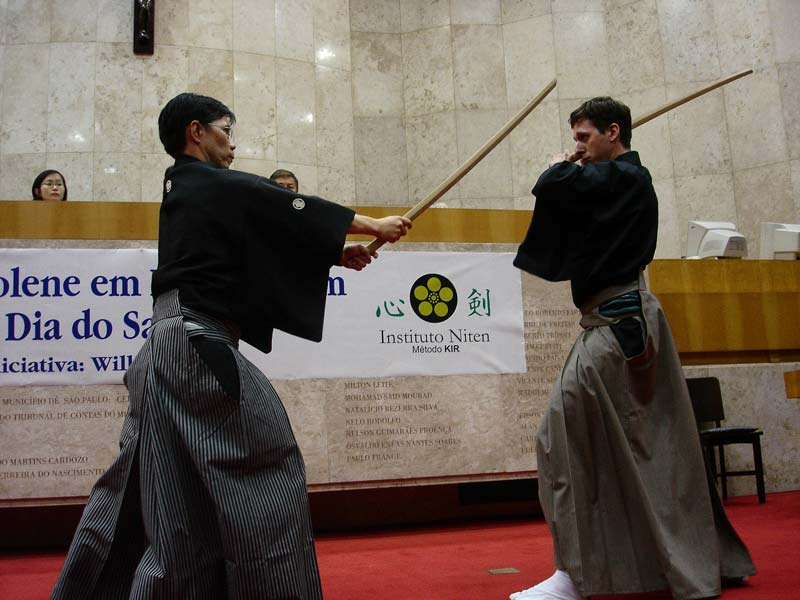
Tachi Seiho: 12 Katas con espada larga

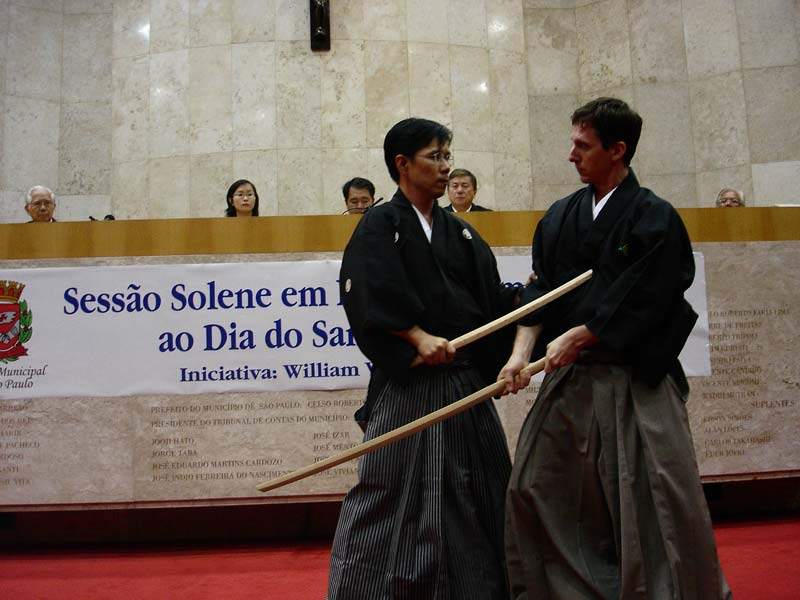
Kodachi Seiho: 7 Katas con espada corta

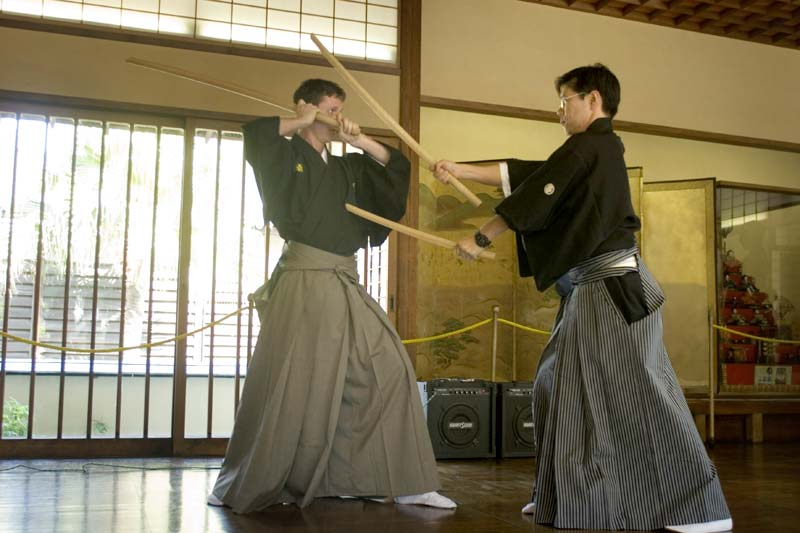
Nito Seiho: 5 Katas con dos espadas

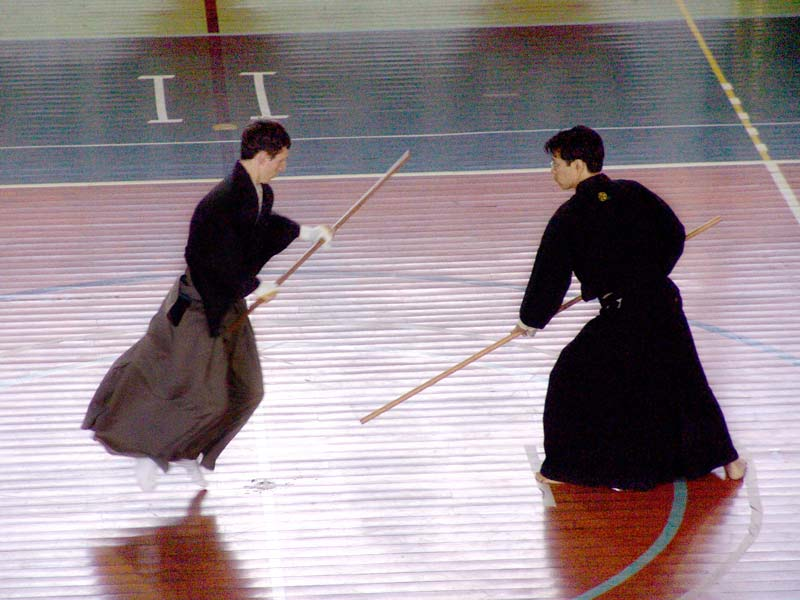
Bojutsu: 20 Katas con bastón largo

Las técnicas, llamadas seiho, más conocidas del estilo Niten Ichi Ryu, son las técnicas de dos espadas. Sin embargo, el estilo no se fundamenta solamente en la técnica con dos espadas.
En el Gosho Ha Hyoho Niten Ichi Ryu las técnicas se mantienen en su forma original, es decir, la forma que llegó al siglo XX, a través del 8° Soke, Aoki Kikuo Sensei.
Los bokuto (espadas de madera), utilizados en los kata poseen características propias. Se hacen siguiendo el modelo del bokuto original hecho por Miyamoto Musashi Sensei, que hoy está en el Templo de Usa, en Oita.
El estilo comprende las siguientes técnicas:
- Tachi Seiho (太刀勢法)  – 12 técnicas con espada larga

1. 指先 Sassen
2. 八相左 Hasso Hidari
3. 八相右 Hasso Migi
4. 受流左 Uke Nagashi Hidari
5. 受流右 Uke Nagashi Migi
6. 捩構 Moji Gamae
7. 張付 Haritsuke
8. 流打 Nagashi Uchi
9. 虎振 Tora Buri
10. 数喜 Kazuki
11. 合先打留 Aisen Uchidome
12. 余打 (アマシ打) Amashi Uchi

- Kodachi Seiho (小太刀勢法) – 7 técnicas con espada corta

1. 指先 Sassen
2. 中段 Chudan
3. 受流 Uke Nagashi
4. 捩構 Moji Gamae
5. 張付 Haritsuke
6. 流打 Nagashi Uchi
7. 合先 Aisen

- Nito Seiho (二刀勢法) – 5 técnicas con dos espadas (Mencionadas en El libro de los cinco anillos – Go Rin no Sho)

1. 中段 Chudan
2. 上段 Jodan
3. 下段 Gedan
4. 左脇構 Hidari Waki Gamae
5. 右脇構 Migi Waki Gamae

- Bojutsu (棒術) – 20 técnicas con un bastón largo (incluyendo técnicas de bastón contra bastón y bastón contra espada).

Además de estas, existen las enseñanzas Kuden (enseñanza oral), conocidas apenas por los practicantes más avanzados.

## Graduaciones
1 - Shoden: referente a aquellos que dominan los katas de Tachi.
2 - Chuden: después de Shoden, referente a aquellos que dominan los kata de Kodachi.
3 - Okuden: después de Chuden, referente a aquellos que dominan los kata de dos espadas.
4 - Menkyo: después de Okuden, referente a aquellos que dominan los kata de Bo (bastón largo).
5 - Menkyo kaiden: referente a los que dominan todos los katás del estilo y poseen una profunda comprensión filosófica del Camino y de las enseñanzas del fundador del estilo.